# E-100超重型坦克

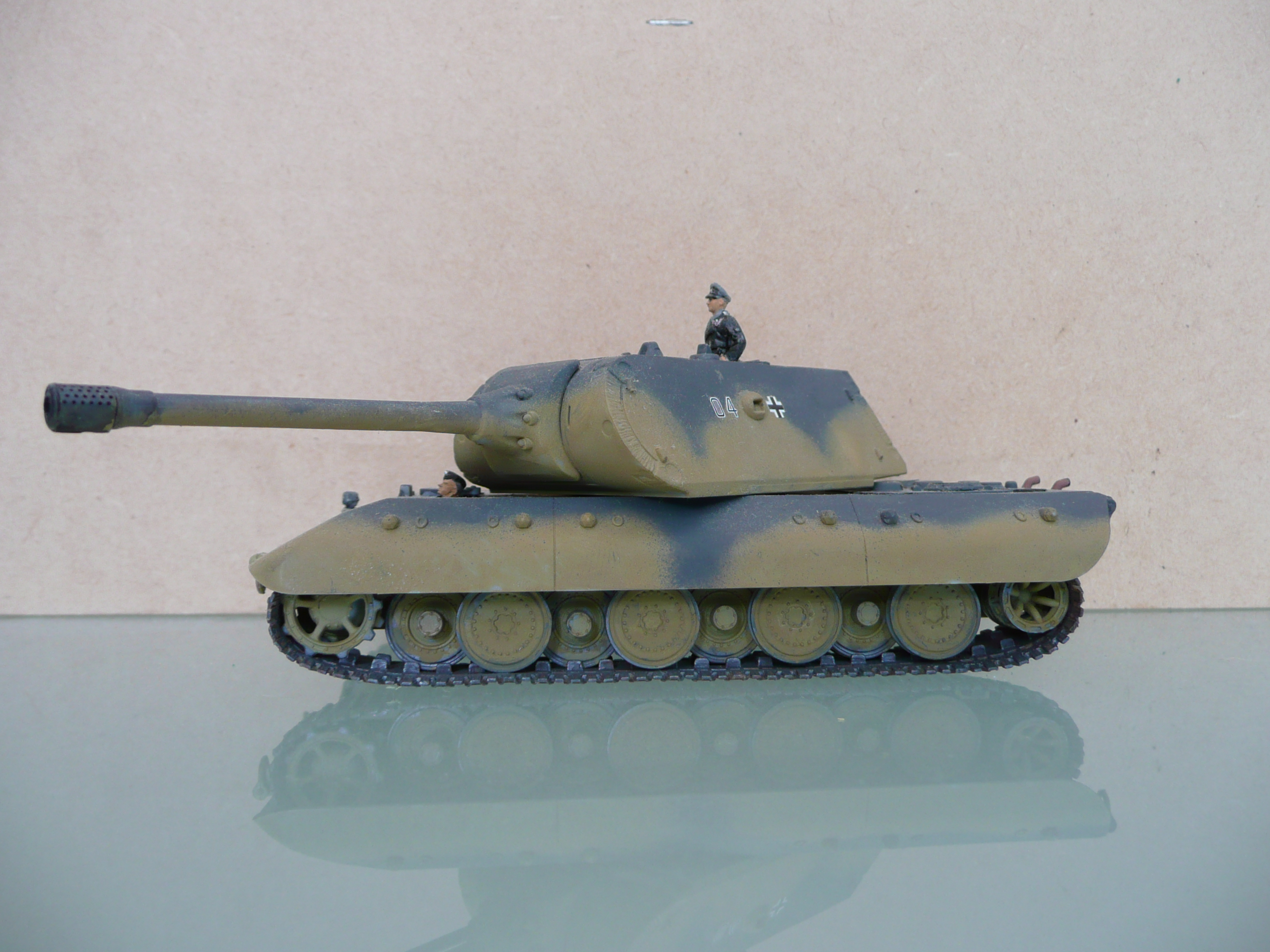
E100坦克的1:72模型

E-100超重型坦克（Panzerkampfwagen E-100）是德國在第二次世界大戰末期研製出來的超重型坦克。

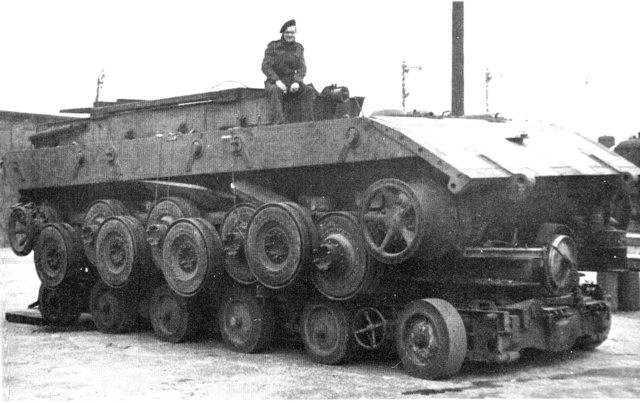
E-100虎鼠式戰車的底盤

## 由來
二戰後期，德國為了應付盟軍和蘇軍的強大的坦克攻勢，提出了E系列坦克計劃，也就是通用坦克計劃。E系列的設計理念較為先進，其通用化的設計思想也相當富有前瞻性。但隨著德國在二戰中節節敗退，希特勒將希望寄託於各種稀奇古怪的新式武器，所以留給E系列的研發資源並不多。希特勒於1944年6月命令停止E-100的生產，但是工廠還是留了三個工人繼續生產，到最後工廠僅生產出樣車的車體部分。1945年，這輛樣車的車體落入盟軍手中，1945年6月被轉送到英國。它本來打算安裝17cm口徑的KwK44火砲。遺憾的是，E系列也沒能真正投產並發揮設計中的用途。最後，隨著第三帝國的垮台，E系列和其他各種新奇的設計方案一起被盟軍繳獲，如今淪為軍事愛好者們的談資。

## 電玩遊戲
- 《戰爭雷霆》中，E-100為德國五階7.7权重的重型坦克，配有與鼠式坦克相同的砲塔及12.8cm Kwk 44主砲和7.5cm Kwk 37同軸副炮。
  - E-100現實中並不是使用鼠式砲塔，原本應該使用根本不存在的圖紙砲塔但是蓋金直接把鼠式砲塔接上去了。

- 《坦克世界：闪击战》中，E-100为德国10级重型坦克，初级装备有128mm Kwk 44 L/55 主炮，后可改用虛構的150mm Kwk L/38 主炮。